# Hosting
Hosting – usługa udostępniania miejsca na własnych serwerach.
Innymi słowy, polega to na „zarezerwowaniu” (oddaniu do dyspozycji):
1. określonej objętości dysku twardego (zazwyczaj na macierzy RAID),
2. maksymalnej ilości danych do przesłania przez łącza internetowe serwerowni,
3. usług obsługiwanych przez serwerownię (w zakresie zależnym od specyfiki usługi, np. udostępnienie bazy danych z określeniem maksymalnej jej objętości),
4. maksymalnego stopnia obciążenia serwerowni przez usługi.

Często oferowane zasoby określane są w oderwaniu od fizycznej budowy serwerowni.
Z punktu widzenia dostawcy takich usług polega to głównie na dbaniu o stałe, poprawne działanie dysków i połączenie serwera z Internetem. Dobry dostawca powinien się zatem troszczyć o:
1. dobry stan techniczny zarówno dysków, jak i innych podzespołów koniecznych do prawidłowego funkcjonowania serwera,
2. dobry stan techniczny połączenia z Internetem,
3. ochronę danych dotyczących klientów i ich kont – zarówno przed wyciekami i kradzieżami elektronicznymi,
4. ochronę serwerów oraz znajdujących się na nich kont przed różnego typu atakami poprzez Internet,
5. maksymalnie pełną, szybką i stałą dostępność do przechowywanych zasobów przez Internet,
6. automatyczną kopie zapasową plików. Warto zwrócić uwagę na czas przechowywania oraz częstotliwość wykonywania kopii zapasowej.

Usługa hostingu w zakresie wynajmu platform pod serwery HTTP nazywana jest web hostingiem.
Hostingi dzielą się na kilka rodzajów, które różnią się przeznaczeniem, możliwościami oraz cenami. Jest to między innymi hosting współdzielony, hosting VPS, hosting chmurowy lub hosting dedykowany.
W Internecie można znaleźć darmowe usługi hostingowe.
Hosting taki może posiadać wiele ograniczeń:
- ograniczenia związane z maksymalnym miesięcznym transferem, przestrzenią dyskową,
- brak dostępu do baz danych,
- brak obsługi języków skryptowych (np. PHP),

a także:
- reklamy na stronie umieszczane przez dostawcę,
- otrzymywanie reklamowych wiadomości drogą elektroniczną.

Gdy ograniczenia takie są nieodpowiednie do wymagań, konieczne staje się skorzystanie z płatnych usług.
Firmy hostingowe dają możliwość bezpłatnego przetestowania oferowanych przez siebie usług w ograniczonym czasie.